# Микрофонный эффект

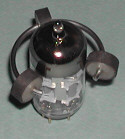
Электронная лампа аудиоусилителя, снабжённая механическим демпфером вибраций для снижения микрофонного эффекта.

Микрофо́нный эффе́кт — нежелательное явление, при котором некоторая часть электрической цепи воспринимает звуковые колебания и вибрацию подобно микрофону. 

## Механизм возникновения
Является источником помех. Чаще всего возникает при изменении ёмкости, особенно в высокочастотных цепях, где даже незначительные колебания  электродов могут существенно повлиять на параметры прохождения основного сигнала. Также источником этого явления могут быть:
- Электронные лампы, при колебаниях электродов меняющие свои параметры. Чтобы свести к минимуму этот эффект, некоторые электронные лампы изготавливаются с более толстыми внутренними изоляционными пластинами и большим количеством поддерживающей арматуры[4], а сама лампа устанавливается на небольшие резиновые амортизаторы для изоляции их от вибраций[2].
- В керамических конденсаторах нередко применяется диэлектрик, который обладает пьезоэффектом[5].
- Воспроизводящая магнитная головка магнитофона — наличие паразитного постоянного магнитного поля от окружающих деталей лентопротяжного механизма приводит к тому, что вибрация обмотки магнитной головки возбуждает в ней дополнительную ЭДС.
- Головка звукоснимателя электрофона может воспринимать вибрации, создаваемые электродвигателем ЭПУ.
- Электромагнитный звукосниматель электрогитары может воспринимать вибрации корпуса инструмента и колебания воздуха, что может привести к возникновению лишних призвуков и нежелательной акустической обратной связи со звукоусиливающей аппаратурой.